# Franciszek Wysocki (wojskowy)
Artykuł ten został zgłoszony do umieszczenia na stronie głównej w rubryce „Czy wiesz”.
Pomóż nam go sprawdzić: oceń zgłoszoną nominację.
Franciszek Kajetan Wysocki (ur. 23 lipca 1895 w Rajkowach, zm. 17 września 1939 pod Konarami) – major dyplomowany piechoty Wojska Polskiego, działacz niepodległościowy, kawaler Orderu Virtuti Militari.

## Życiorys
Urodził się 23 lipca 1895 we wsi Rajkowy, w ówczesnym powiecie tczewskim rejencji gdańskiej, w rodzinie Wilhelma i Anny z Dłużewskich. W marcu 1914 ukończył dziewięcioklasową Wyższą Szkołę Realną w Grudziądzu. Za uczęszczanie do polskiego Domu Ludowego na wykłady i należenie do polskiego klubu sportowego był dwukrotnie wydalony ze szkoły. Na podstawie zażaleń składanych przez starszego brata Kazimierza (ur. 1878), adwokata, był przywracany w prawach ucznia i dopuszczany do egzaminów. Po ukończeniu szkoły i zdaniu egzaminu dojrzałości rozpoczął praktykę agronoma, którą przerwała I wojna światowa. Od 2 sierpnia 1914 do 18 listopada 1918 walczył w szeregach armii niemieckiej na froncie rosyjskim i francuskim. Jako „politycznie podejrzany” awansował tylko na kaprala. Był ranny siedem razy.
2 grudnia 1918 wstąpił do I batalionu pogranicznego w Szczypiornie. Wziął czynny udział w powstaniu wielkopolskim. 3 marca 1919 jako podoficer byłej armii niemieckiej został przyjęty do Sił Zbrojnych Polskich w byłym zaborze pruskim i mianowany podporucznikiem w piechocie ze starszeństwem z 21 stycznia 1919. 9 marca 1919 głównodowodzący Sił Zbrojnych Polskich w byłym zaborze pruskim,generał porucznik Józef Dowbor-Muśnicki przydzielił go do dyspozycji dowódcy okręgu południowego. Od trzeciej dekady lipca 1920 walczył na wojnie z bolszewikami jako dowódca 1 kompanii IV batalionu 157 rezerwowego pułku piechoty. Wyróżnił się 10 sierpnia 1920 w walce pod wsią Kalinowo. 1 czerwca 1921 były dowódca IV/157 pp, major Maksymilian Marszałek sporządził wniosek o odznaczenie go Orderem Virtuti Militari.
W październiku 1920 jego oddział (IV/157 pp) został włączony w skład zreorganizowanego 159 pułku pułku jako I batalion. 25 listopada 1920 został zatwierdzony z dniem 1 kwietnia 1920 w stopniu porucznika, w grupie oficerów byłej armii niemieckiej. Następnie pełnił służbę na stanowisku dowódcy III batalionu 74 pułku piechoty, który powstał w wyniku przemianowania 159 pp. 3 maja 1922 został zweryfikowany w stopniu porucznika ze starszeństwem od 1 czerwca 1919 i 139. lokatą w korpusie oficerów piechoty. Później został przeniesiony do 84 pułku piechoty w Pińsku. 31 marca 1924 prezydent RP nadał mu stopień kapitana ze starszeństwem z dnia 1 lipca 1923 i 105. lokatą w korpusie oficerów piechoty. Po awansie został przeniesiony do 64 pułku piechoty w Grudziądzu. W grudniu 1929, po ukończeniu kursu próbnego i odbyciu „przepisanego stażu liniowego”, został powołany do Wyższej Szkoły Wojennej w Warszawie, w charakterze słuchacza dwuletniego kursu 1929/31. 2 grudnia 1930 prezydent RP nadał mu stopień majora z dniem 1 stycznia 1931 i 91. lokatą w korpusie oficerów piechoty. Z dniem 1 września 1931, po ukończeniu kursu i otrzymaniu dyplomu naukowego oficera dyplomowanego, został przeniesiony do 54 pułku piechoty w Tarnopolu na stanowisko dowódcy batalionu. W marcu 1932 został przeniesiony do 61 pułku piechoty w Bydgoszczy na stanowisko dowódcy I batalionu. W marcu 1939 nadal pełnił służbę na tym samym stanowisku.
W czasie kampanii wrześniowej walczył na czele I batalionu 61 pp. Uczestniczył między innymi w boju o przedmoście bydgoskie i bitwie nad Bzurą. 15 września 1939 objął dowództwo pułku po podpułkowniku Franciszku Sobolcie, który ranny dostał się do niemieckiej niewoli. Poległ 17 września 1939 w walce pod Konarami. Według innej wersji poległ w Brochowie lub zmarł tego samego dnia w Chodakowie, w następstwie ran odniesionych pod Konarami. Został pochowany na cmentarzu wojennym w Sochaczewie.
Był żonaty, dzieci nie miał.

## Ordery i odznaczenia
- Krzyż Srebrny Orderu Wojskowego Virtuti Militari nr 5881[4][39][40]
- Krzyż Walecznych[4][41][42]
- Złoty Krzyż Zasługi – 25 maja 1939 „za zasługi w służbie wojskowej”[43][41][44]
- Medal Niepodległości – 20 lipca 1932 „za pracę w dziele odzyskania niepodległości”[45][46][6][47]
- Medal Pamiątkowy za Wojnę 1918–1921[4]
- Medal Dziesięciolecia Odzyskanej Niepodległości[4]

25 czerwca 1938 Komitet Krzyża i Medalu Niepodległości ponownie rozpatrzył jego wniosek, ale Krzyża Niepodległości nie przyznał.